# Jan Woutersz van Cuyck

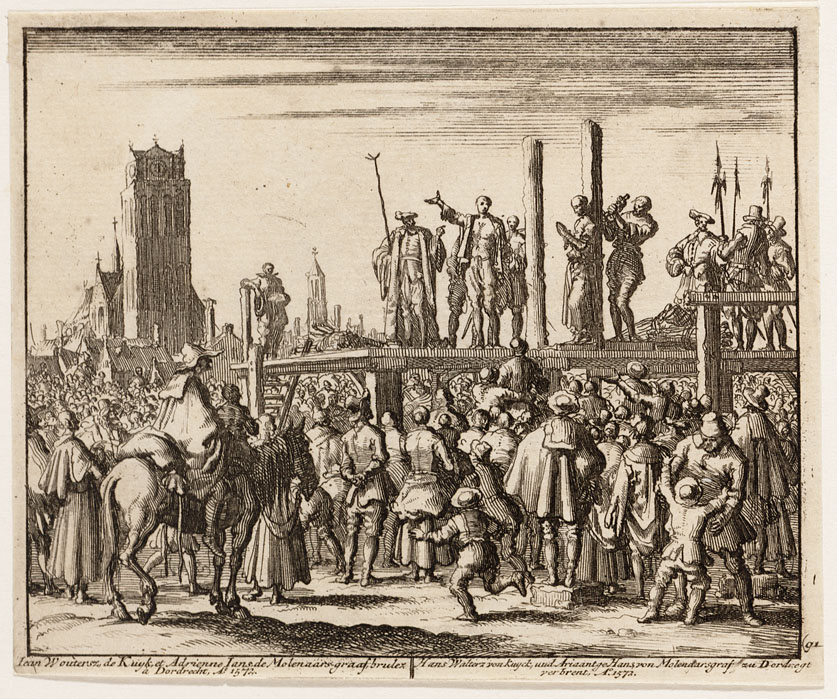
Ejecución de Jan Woutersz

Jan Woutersz van Cuyck (Dordrecht 1540 - 1572) fue un pintor renacentista y grabador de vidrio holandés. Se hizo famoso como un mártir anabaptista. Sus desgarradoras once cartas desde la prisión se publicaron en el Espejo de los Mártires. Era casado y tenía una hija de 7 años.

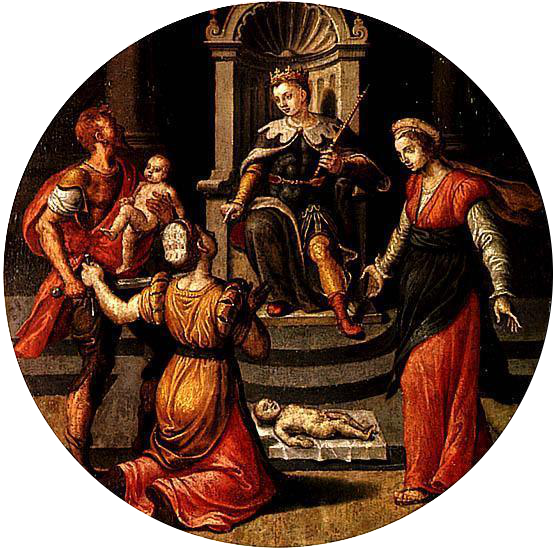
El Juicio de Salomón

Fue arrestado en febrero de 1572, conducido a la prisión de Vuilpoort y luego torturado. Durante el juicio, el sheriff le propuso a Jan Woutersz que renunciara al anabaptismo y sería liberado, pero respondió que no se retractaría. Entonces el sheriff le preguntó: "¿No quieres vivir?" y Jan respondió: "Claro que sí, pero por nada del mundo renunciaría a mi fe". Fue quemado junto con la anabaptista Adriaenken Jansdochter van Molenaersgraef.
La mayoría de sus pinturas se han perdido, pero el Juicio de Salomón aún permanece en Dordrecht.